# تریشا پایتاس
تریشا پایتاس (انگلیسی: Isis Naija Gaston ‎/ˈpeɪtəs/‎؛ زادهٔ ۸ مهٔ ۱۹۸۸) یوتیوبر، خواننده و شخصیت اینترنتی آمریکایی می‌باشد.